# Nicola Bartolini
Nicola Bartolini (Cagliari, 7 de febrero de 1996) es un deportista italiano que compite en gimnasia artística, especialista en la prueba de suelo.
Ganó una medalla de oro en el Campeonato Mundial de Gimnasia Artística de 2021 y tres medallas en el Campeonato Europeo de Gimnasia Artística entre los años 2021 y 2025. Participó en los Juegos Olímpicos de París 2024, ocupando el sexto lugar en la prueba de equipo.

## Palmarés internacional
| Campeonato Mundial | Campeonato Mundial | Campeonato Mundial | Campeonato Mundial   |
| Año                | Lugar              | Medalla            | Prueba               |
| ------------------ | ------------------ | ------------------ | -------------------- |
| 2021               | Kitakyushu (Japón) | Medalla de oro     | Suelo                |
| Campeonato Europeo |                    |                    |                      |
| Año                | Lugar              | Medalla            | Prueba               |
| 2021               | Basilea (Suiza)    | Medalla de bronce  | Suelo                |
| 2022               | Múnich (Alemania)  | Medalla de plata   | Concurso por equipos |
| 2025               | Leipzig (Alemania) | Medalla de bronce  | Concurso por equipos |